# Mistrzynie wielkoszlemowych turniejów juniorskich
Poczet mistrzyń turniejów wielkoszlemowych w kategorii juniorek w grze pojedynczej i podwójnej.

## Gra pojedyncza (1930–2025)
| Rok        | Australian Open                                | French Open            | Wimbledon                         | US Open                           |
| ---------- | ---------------------------------------------- | ---------------------- | --------------------------------- | --------------------------------- |
| 2025       | Wakana Sonobe                                  |                        |                                   |                                   |
| 2024       | Renáta Jamrichová                              | Tereza Valentová       | Renáta Jamrichová                 | Mika Stojsavljevic                |
| 2023       | Alina Korniejewa                               | Alina Korniejewa       | Clervie Ngounoue                  | Katherine Hui                     |
| 2022       | Petra Marčinko                                 | Lucie Havlíčková       | Liv Hovde                         | Alexandra Eala                    |
| 2021       | nie rozegrano (pandemia COVID-19)              | Linda Nosková          | Ane Mintegi del Olmo              | Robin Montgomery                  |
| 2020       | Victoria Jiménez Kasintseva                    | Elsa Jacquemot         | nie rozegrano (pandemia COVID-19) | nie rozegrano (pandemia COVID-19) |
| 2019       | Clara Tauson                                   | Leylah Fernandez       | Darija Snihur                     | Camila Osorio                     |
| 2018       | Liang En-shuo                                  | Coco Gauff             | Iga Świątek                       | Wang Xiyu                         |
| 2017       | Marta Kostiuk                                  | Whitney Osuigwe        | Claire Liu                        | Amanda Anisimova                  |
| 2016       | Wiera Łapko                                    | Rebeka Masarova        | Anastasija Potapowa               | Kayla Day                         |
| 2015       | Tereza Mihalíková                              | Paula Badosa           | Sofja Żuk                         | Dalma Gálfi                       |
| 2014       | Jelizawieta Kuliczkowa                         | Darja Kasatkina        | Jeļena Ostapenko                  | Marie Bouzková                    |
| 2013       | Ana Konjuh                                     | Belinda Bencic         | Belinda Bencic                    | Ana Konjuh                        |
| 2012       | Taylor Townsend                                | Annika Beck            | Eugenie Bouchard                  | Samantha Crawford                 |
| 2011       | An-Sophie Mestach                              | Uns Dżabir             | Ashleigh Barty                    | Grace Min                         |
| 2010       | Karolína Plíšková                              | Elina Switolina        | Kristýna Plíšková                 | Darja Gawriłowa                   |
| 2009       | Ksienija Pierwak                               | Kristina Mladenovic    | Noppawan Lertcheewakarn           | Heather Watson                    |
| 2008       | Arantxa Rus                                    | Simona Halep           | Laura Robson                      | Coco Vandeweghe                   |
| 2007       | Anastasija Pawluczenkowa                       | Alizé Cornet           | Urszula Radwańska                 | Kristína Kučová                   |
| 2006       | Anastasija Pawluczenkowa                       | Agnieszka Radwańska    | Caroline Wozniacki                | Anastasija Pawluczenkowa          |
| 2005       | Wiktoryja Azaranka                             | Ágnes Szávay           | Agnieszka Radwańska               | Wiktoryja Azaranka                |
| 2004       | Szachar Pe’er                                  | Sesił Karatanczewa     | Kateryna Bondarenko               | Michaëlla Krajicek                |
| 2003       | Barbora Strýcová                               | Anna-Lena Grönefeld    | Kirsten Flipkens                  | Kirsten Flipkens                  |
| 2002       | Barbora Strýcová                               | Angelique Widjaja      | Wiera Duszewina                   | Marija Kirilenko                  |
| 2001       | Jelena Janković                                | Kaia Kanepi            | Angelique Widjaja                 | Marion Bartoli                    |
| 2000       | Anikó Kapros                                   | Virginie Razzano       | María Emilia Salerni              | María Emilia Salerni              |
| 1999       | Virginie Razzano                               | Lourdes Domínguez Lino | Iroda Tulyaganova                 | Lina Krasnorucka                  |
| 1998       | Jelena Kostanić                                | Nadieżda Pietrowa      | Katarina Srebotnik                | Jelena Dokić                      |
| 1997       | Mirjana Lučić                                  | Justine Henin          | Cara Black                        | Cara Black                        |
| 1996       | Magdalena Grzybowska                           | Amélie Mauresmo        | Amélie Mauresmo                   | Mirjana Lučić                     |
| 1995       | Siobhan Drake Brockman                         | Amélie Cocheteux       | Aleksandra Olsza                  | Tara Snyder                       |
| 1994       | Trudi Musgrave                                 | Martina Hingis         | Martina Hingis                    | Meilen Tu                         |
| 1993       | Heike Rusch                                    | Martina Hingis         | Nancy Feber                       | Maria Francesca Bentivoglio       |
| 1992       | Joanne Limmer                                  | Rossana de los Ríos    | Chanda Rubin                      | Lindsay Davenport                 |
| 1991       | Nicole Pratt                                   | Anna Smasznowa         | Barbara Rittner                   | Karina Habšudová                  |
| 1990       | Magdalena Maleewa                              | Magdalena Maleewa      | Andrea Strnadová                  | Magdalena Maleewa                 |
| 1989       | Kim Kessaris                                   | Jennifer Capriati      | Andrea Strnadová                  | Jennifer Capriati                 |
| 1988       | Jo-Anne Faull                                  | Julie Halard           | Brenda Schultz                    | Carrie Cunningham                 |
| 1987       | Michelle Jaggard                               | Natalla Zwierawa       | Natalla Zwierawa                  | Natalla Zwierawa                  |
| 1986       | nie rozegrano                                  | Patricia Tarabini      | Natalla Zwierawa                  | Elly Hakimi                       |
| 1985       | Jenny Byrne                                    | Laura Garrone          | Andrea Holiková                   | Laura Garrone                     |
| 1984       | Annabel Croft                                  | Gabriela Sabatini      | Annabel Croft                     | Katerina Maleewa                  |
| 1983       | Amanda Brown                                   | Pascale Paradis        | Pascale Paradis                   | Elizabeth Minter                  |
| 1982       | Amanda Brown                                   | Manuela Maleewa        | Catherine Tanvier                 | Beth Herr                         |
| 1981       | Anne Minter                                    | Bonnie Gadusek         | Zina Garrison                     | Zina Garrison                     |
| 1980       | Anne Minter                                    | Kathy Horvath          | Debbie Freeman                    | Susan Mascarin                    |
| 1979       | Anne Minter                                    | Lena Sandin            | Mary Lou Piatek                   | Alycia Moulton                    |
| 1978       | Elizabeth Little                               | Hana Mandlíková        | Tracy Austin                      | Linda Siegel                      |
| 1977       | Pamela Baily (styczeń) Amanda Tobin (grudzień) | Anne Smith             | Lea Antonoplis                    | Claudia Casabianca                |
| 1976       | Sue Saliba                                     | Michele Tyler          | Natasza Chmyriewa                 | Marise Kruger                     |
| 1975       | Sue Barker                                     | Regina Maršíková       | Natasza Chmyriewa                 | Natasza Chmyriewa                 |
| 1974       | Jennifer Walker                                | Mariana Simionescu     | Mima Jaušovec                     | Ilana Kloss                       |
| 1973       | Chris O’Neil                                   | Mima Jaušovec          | Ann Kiyomura                      |                                   |
| 1972       | Pat Coleman                                    | Renáta Tomanová        | Ilana Kloss                       |                                   |
| 1971       | Pat Coleman                                    | Jelena Granaturnowa    | Marina Kroszyna                   |                                   |
| 1970       | Evonne Goolagong                               | Veronica Burton        | Sharon Walsh                      |                                   |
| 1969       | Lesley Hunt                                    | Kazuko Sawamatsu       | Kazuko Sawamatsu                  |                                   |
| 1968       | Lesley Hunt                                    | Lesley Hunt            | Kristy Pigeon                     |                                   |
| 1967       | Lexie Kenny                                    | Corinne Molesworth     | Judith Salome                     |                                   |
| 1966       | Karen Krantzke                                 | Odile de Roubin        | Birgitta Lindström                |                                   |
| 1965       | Kerry Melville                                 | Esme Emanuel           | Olga Morozowa                     |                                   |
| 1964       | Kaye Dening                                    | Nicole Seghers         | Peaches Bartkowicz                |                                   |
| 1963       | Robyn Ebbern                                   | Monique Salfati        | Monique Salfati                   |                                   |
| 1962       | Robyn Ebbern                                   | Kaye Dening            | Galina Bakszejewa                 |                                   |
| 1961       | Robyn Ebbern                                   | Robyn Ebbern           | Galina Bakszejewa                 |                                   |
| 1960       | Lesley Turner                                  | Françoise Durr         | Karen Hantze                      |                                   |
| 1959       | Jan Lehane                                     | Joan Cross             | Joan Cross                        |                                   |
| 1958       | Jan Lehane                                     | Francesca Gordigani    | Sally Moore                       |                                   |
| 1957       | Margaret Rayson                                | Ilse Buding            | Miriam Arnold                     |                                   |
| 1956       | Lorraine Coghlan                               | Eliane Launay          | Ann Haydon                        |                                   |
| 1955       | Elizabeth Orton                                | Maria Teresa Reidl     | Sheila Armstrong                  |                                   |
| 1954       | Elizabeth Orton                                | Beatrice de Chambure   | Valerie Pitt                      |                                   |
| 1953       | Jenny Staley                                   | Christine Brunon       | Dora Kilan                        |                                   |
| 1952       | Mary Carter                                    |                        | Fanny ten Bosch                   |                                   |
| 1951       | Mary Carter                                    |                        | Lorna Cornell                     |                                   |
| 1950       | Barbara McIntyre                               |                        | Lorna Cornell                     |                                   |
| 1949       | Joan Warnock                                   |                        | Christiane Mercelis               |                                   |
| 1948       | Beryl Penrose                                  |                        | Olga Mišková                      |                                   |
| 1947       | Joan Tuckfield                                 |                        |                                   |                                   |
| 1946       | S. Grant                                       |                        |                                   |                                   |
| 1945- 1941 | nie rozegrano (II wojna światowa)              |                        |                                   |                                   |
| 1940       | Joyce Wood                                     |                        |                                   |                                   |
| 1939       | Joyce Wood                                     |                        |                                   |                                   |
| 1938       | Joyce Wood                                     |                        |                                   |                                   |
| 1937       | Margaret Wilson                                |                        |                                   |                                   |
| 1936       | Thelma Long                                    |                        |                                   |                                   |
| 1935       | Thelma Long                                    |                        |                                   |                                   |
| 1934       | May Blick                                      |                        |                                   |                                   |
| 1933       | Nancy Lewis                                    |                        |                                   |                                   |
| 1932       | Nancy Lewis                                    |                        |                                   |                                   |
| 1931       | Joan Hartigan                                  |                        |                                   |                                   |
| 1930       | Emily Hood Westacott                           | początek w 1953        | początek w 1948                   | początek w 1974                   |

## Gra podwójna (1981–2025)
| Rok  | Australian Open                          | French Open                             | Wimbledon                                  | US Open                                |
| ---- | ---------------------------------------- | --------------------------------------- | ------------------------------------------ | -------------------------------------- |
| 2025 | Annika Penickova Kristina Penickova      |                                         |                                            |                                        |
| 2024 | Tyra Caterina Grant Iva Jovic            | Renáta Jamrichová Tereza Valentová      | Tyra Caterina Grant Iva Jovic              | Malak El Allami Emily Sartz-Lunde      |
| 2023 | Renáta Jamrichová Federica Urgesi        | Tyra Caterina Grant Clervie Ngounoue    | Alena Kovačková Laura Samsonová            | Mara Gae Anastasija Guriewa            |
| 2022 | Clervie Ngounoue Diana Sznajder          | Sára Bejlek Lucie Havlíčková            | Rose Marie Nijkamp Angella Okutoyi         | Lucie Havlíčková Diana Sznajder        |
| 2021 | nie rozegrano (pandemia COVID-19)        | Alexandra Eala Oksana Sielechmietjewa   | Kryscina Dzmitruk Diana Sznajder           | Ashlyn Krueger Robin Montgomery        |
| 2020 | Alexandra Eala Priska Madelyn Nugroho    | Eleonora Alvisi Lisa Pigato             | nie rozegrano (pandemia COVID-19)          | nie rozegrano (pandemia COVID-19)      |
| 2019 | Natsumi Kawaguchi Adrienn Nagy           | Chloe Beck Emma Navarro                 | Savannah Broadus Abigail Forbes            | Kamilla Bartone Oksana Sielechmietjewa |
| 2018 | Liang En-shuo Wang Xinyu                 | Catherine McNally Iga Świątek           | Wang Xinyu Wang Xiyu                       | Coco Gauff Catherine McNally           |
| 2017 | Bianca Andreescu Carson Branstine        | Bianca Andreescu Carson Branstine       | Olga Danilović Kaja Juvan                  | Olga Danilović Marta Kostiuk           |
| 2016 | Anna Kalinska Tereza Mihalíková          | Paula Arias Manjón Olga Danilović       | Usue Maitane Arconada Claire Liu           | Jada Hart Ena Shibahara                |
| 2015 | Miriam Kolodziejová Markéta Vondroušová  | Miriam Kolodziejová Markéta Vondroušová | Dalma Gálfi Fanny Stollár                  | Viktória Kužmová Aleksandra Pospiełowa |
| 2014 | Anhelina Kalinina Jelizawieta Kuliczkowa | Ioana Ducu Ioana Loredana Roșca         | Tami Grende Ye Qiuyu                       | İpek Soylu Jil Teichmann               |
| 2013 | Ana Konjuh Carol Zhao                    | Barbora Krejčíková Kateřina Siniaková   | Barbora Krejčíková Kateřina Siniaková      | Barbora Krejčíková Kateřina Siniaková  |
| 2012 | Gabrielle Andrews Taylor Townsend        | Darja Gawriłowa Irina Chromaczowa       | Eugenie Bouchard Taylor Townsend           | Gabrielle Andrews Taylor Townsend      |
| 2011 | An-Sophie Mestach Demi Schuurs           | Irina Chromaczowa Maryna Zanewśka       | Eugenie Bouchard Grace Min                 | Irina Chromaczowa Demi Schuurs         |
| 2010 | Jana Čepelová Chantal Škamlová           | Tímea Babos Sloane Stephens             | Tímea Babos Sloane Stephens                | Tímea Babos Sloane Stephens            |
| 2009 | Christina McHale Ajla Tomljanović        | Elena Bogdan Noppawan Lertcheewakarn    | Noppawan Lertcheewakarn Sally Peers        | Walerija Sołowjowa Maryna Zanewśka     |
| 2008 | Ksienija Łykina Anastasija Pawluczenkowa | Polona Hercog Jessica Moore             | Polona Hercog Jessica Moore                | Noppawan Lertcheewakarn Sandra Roma    |
| 2007 | Jewgienija Rodina Arina Rodionowa        | Ksienija Mileuska Urszula Radwańska     | Anastasija Pawluczenkowa Urszula Radwańska | Ksienija Mileuska Urszula Radwańska    |
| 2006 | Anastasija Pawluczenkowa Sharon Fichman  | Anastasija Pawluczenkowa Sharon Fichman | Anastasija Pawluczenkowa Alisa Klejbanowa  | Mihaela Buzărnescu Raluca Olaru        |
| 2005 | Wiktoryja Azaranka Marina Erakovic       | Wiktoryja Azaranka Ágnes Szávay         | Wiktoryja Azaranka Ágnes Szávay            | Nikola Fraňková Alisa Klejbanowa       |
| 2004 | Chan Yung-jan Sun Shengnan               | Michaëlla Krajicek Kateřina Böhmová     | Wiktoryja Azaranka Wolha Hawarcowa         | Michaëlla Krajicek Marina Erakovic     |
| 2003 | Adriana Szili Casey Dellacqua            | Maria Fraga Perez Adriana González      | Alisa Klejbanowa Sania Mirza               | nie rozegrano (opady deszczu)          |
| 2002 | Gisela Dulko Angelique Widjaja           | Anna-Lena Grönefeld Barbora Strýcová    | Elke Clijsters Barbora Strýcová            | Elke Clijsters Kirsten Flipkens        |
| 2001 | Barbora Strýcová Petra Cetkovská         | Petra Cetkovská Renata Voráčová         | Gisela Dulko Ashley Harkleroad             | Swietłana Kuzniecowa Galina Fokina     |
| 2000 | Anikó Kapros Christina Wheeler           | Anabel Medina María José Martínez       | Tetiana Perebyjnis Ioana Gașpar            | Gisela Dulko María Emilia Salerni      |
| 1999 | Eleni Daniilidu Virginie Razzano         | Flavia Pennetta Roberta Vinci           | Dája Bedáňová María Emilia Salerni         | Dája Bedáňová Iroda Tulyaganova        |
| 1998 | Alicia Molik Evie Dominikovic            | Kim Clijsters Jelena Dokić              | Eva Dyrberg Jelena Kostanić                | Kim Clijsters Eva Dyrberg              |
| 1997 | Mirjana Lučić Jasmin Wöhr                | Irina Sielutina Cara Black              | Irina Sielutina Cara Black                 | Marissa Irvin Alexandra Stevenson      |
| 1996 | Michaela Paštiková Jitka Schönfeldová    | Giulia Casoni Alice Canepa              | Amélie Mauresmo Wolha Barabanszczykawa     | Surina de Beer Jessica Steck           |
| 1995 | Corina Morariu Ludmila Varmužová         | Corina Morariu Ludmila Varmužová        | Aleksandra Olsza Cara Black                | Corina Morariu Ludmila Varmužová       |
| 1994 | Corina Morariu Ludmila Varmužová         | Martina Hingis Henrieta Nagyová         | Nannie De Villiers Elizabeth Jelfs         | Surina de Beer Chantal Reuter          |
| 1993 | Joana Manta Ludmila Richterová           | Laurence Courtois Nancy Feber           | Laurence Courtois Nancy Feber              | Nicole London Julie Steven             |
| 1992 | Lindsay Davenport Nicole London          | Laurence Courtois Nancy Feber           | Maia Avotins Lisa McShea                   | Lindsay Davenport Nicole London        |
| 1991 | Karina Habšudová Barbara Rittner         | Ruxandra Dragomir Irina Spîrlea         | Catherine Barclay Limor Zaltz              | Kristin Godridge Kirrily Sharpe        |
| 1990 | Rona Majer Limor Zaltz                   | Ruxandra Dragomir Irina Spîrlea         | Karina Habšudová Andrea Strnadová          | Kristin Godridge Nicole Pratt          |
| 1989 | Andrea Strnadová Eva Sviglerova          | Nicole Pratt Wang Shi-ting              | Jennifer Capriati Meredith McGrath         | Jennifer Capriati Meredith McGrath     |
| 1988 | Jo-Anne Faull Rachel McGuillan           | Alexia Dechaume Emmanuelle Derly        | Jo-Anne Faull Rachel McQuillan             | Meredith McGrath Kimberly Po           |
| 1987 | Ann Devries Nicole Provis                | Natalija Medwediewa Natalla Zwierawa    | Natalija Medwediewa Natalla Zwierawa       | Meredith McGrath Kimberly Po           |
| 1986 | nie rozegrano                            | Leila Meschi Natalla Zwierawa           | Michelle Jaggard Lisa O’Neill              | Jana Novotná Radomira Zrubáková        |
| 1985 | Jenny Byrne Janine Thompson              | Mariana Perez Patricia Tarabini         | Louise Field Janine Thompson               | Andrea Holikova Radomira Zrubáková     |
| 1984 | Louise Field Łarysa Sawczenko            | Digna Ketelaar Simone Schilder          | Caroline Kuhlman Stephanie Rehe            | Mercedes Paz Gabriela Sabatini         |
| 1983 | Bernadette Randall Kim Staunton          | Carin Anderholm Helena Olsson           | Patty Fendick Patricia Hy                  | Ann Hulbert Bernadette Randall         |
| 1982 | Annette Gulley Kim Staunton              | Beth Herr Janet Lagasse                 | Penny Barg Beth Herr                       | Penny Barg Beth Herr                   |
| 1981 | Maree Booth Sharon Hodgkin               | Sophie Amiach Corinne Vanier            | początek w 1982                            | początek w 1982                        |